# Мардон, Остин
Остин Альберт Мардон (англ. Austin Albert Mardon; род. 25 июня 1962, Эдмонтон) — канадский учёный, писатель и общественный деятель, который участвует в муниципальных мероприятиях на волонтерской основе и выступает в поддержку инвалидов. Внештатный адъюнкт-профессор Центра медицинской этики им. Джона Доссетора и факультета психиатрии Университета Альберты. Основатель и первый руководитель Антарктического института Канады. Кавалер ордена Канады (2006), член Королевского общества Канады (2007) и Международной академии астронавтики, член-корреспондент Нью-Йоркского Клуба исследователей.

## Биография

### Семья, детство и юность
Остин Мардон родился в 1962 году в Эдмонтоне (Альберта), в семье Эрнеста и Мэй Мардон. Его дед по отцовской линии, также носивший имя Остин, окончил Кембриджский университет, став профессором сравнительной классической филологии и истории. В дальнейшем они с женой приобрелии в Шотландии замок Андросс, остававшийся в собственности семейства Мардон до 1983 года.
Детство Остина Мардона — младшего прошло в Летбридже (Альберта). С самого раннего детства он был болезненным ребёнком и зимы обыкновенно проводил на Гавайях с матерью и сестрой. В школе он не удостаивался никаких наград, кроме одной — на конкурсе научных проектов школьников (как вспоминал сам Мардон, за проект транспортировки айсбергов от Гренландии в залив Джеймс для снабжения чистой водой жителей городов на Великих озёрах).

### Образование
В старшем подростковом возрасте Мардон некоторое время жил в Шотландии в семейном поместье. В 17 лет вместе с сестрой Мэри он провёл лето в Гренобльском университете. Общение с другими студентами, в том числе иностранными, позволило ему расширить свой кругозор. Затем Мардон поступил в Летбриджский университет, окончив его в 1985 году со степенью по культурной географии. В годы учёбы он также проходил резервистскую службу на базе канадских вооружённых сил в Саскачеване.
По окончании Летбриджского университета Мардон поступил в Университет штата Южная Дакота для продолжения образования и в 1988 году окончил его со степенью магистра наук. В 1990 году он также получил степень магистра педагогических наук в Техасском университете A&M. Уже после того, как у Остина диагностировали шизофрению, он получил в 2000 году степень доктора философии по географии в Гринвичском университете острова Норфолк (Австралия). В 2011 году он получил почётную степень доктора права Альбертского университета.

### Карьера
В 1986 году, на следующий год после начала учёбы в Южной Дакоте, в возрасте 24 лет Остин Мардон был приглашён участвовать в антарктической экспедиции, спонсируемой НАСА и Национальным научным фондом. В рамках экспедиции он исследовал следы метеоритных ударов в Антарктиде в 170 милях от Южного полюса. Работа Мардона была отмечена медалью «За службу в Антарктике», однако тяготы экспедиционной жизни отрицательно сказались на его физическом и психическом здоровье.
По возвращении в Альберту Остин дал серию лекций об Антарктике в университете Калгари и Летбриджском университете. Его кандидатура рассматривалась для участия в советско-канадском арктическом переходе из Северной Сибири на канадский остров Элсмир, но в итоге в состав этой экспедиции он не попал. Он принял участие в канадской экспедиции в район посёлка Резольют (Северо-Западные Территории), задачей которой был поиск упавшего метеорита. Эта цель достигнута не была, но позволила Остину написать исследования о верованиях инуитов, касающихся метеоритов. В конце 1980-х годов планировалось его участие в аргентинской антарктической экспедиции, которая, однако, была отменена в последний момент.
В 1991 году Мардон был приглашён принять участие в экспедиции на Южный Полюс, спонсором которой стало Географическое общество СССР. Остин отправился в Москву, чтобы встретиться с участниками экспедиции, но был принят сухо, не
получив детальной информации об экспедиции. Позже он узнал, что был под подозрением у властей. Вскоре он был арестован службой ГРУ, а затем КГБ. Остина подвергли допросу, держали под арестом и отпустили на свободу только в сопровождении специального агента. Сам Мардон в связи с этим называл себя «одной из последних жертв холодной войны».
В 1992 году, в возрасте 30 лет, у Остина Мардона была диагностирована шизофрения. Несмотря на это, он продолжал научную и общественную деятельность, публикуясь в том числе в журналах Nature и Science. Им опубликованы работы о вере и шизофрении, медикаментозном лечении шизофрении, потере средств к существованию и жилья в результате этой болезни. Мардон входил в правление альбертского и эдмонтонского отделений Общества борьбы с шизофренией и несколько лет был координатором Сети самопомощи при психических заболеваниях Альберты. В дальнейшем он стал внештатным адъюнкт-профессором Центра медицинской этики им. Джона Доссетора при Альбертском университете, а позже занял аналогичный пост на факультете психиатрии этого же университета, став первым больным шизофренией, назначенным на такую должность.
Одним из своих основных научных достижений сам Остин Мардон считает серию статей, посвящённых астрономическим свидетельствам в Англосаксонской хронике. Доктор Мардон и его отец, специалист в области истории европейского Средневековья,
нашли в хронике сообщения об одиннадцати явлениях комет, не упомянутых ни в одном другом источнике, и о двух метеоритных дождях.

### Нехудожественная литература
- A Conspectus of the Contribution of Herodotus to the Development of Geographical Thought (1990. Reprint in 2011)[10]
- A Description of the Western Isles of Scotland (1990, Translator, with Ernest Mardon)[10]
- The Alberta Judiciary Dictionary (1990, with Ernest Mardon)[10]
- International Law and Space Rescue Systems (1991)[10]
- Kensington Stone and Other Essays (1991)[10]
- A Transient in Whirl (1991)[10]
- The Men of the Dawn: Alberta Politicians from the North West Territories of the District of Alberta and Candidates for the First Alberta General Election (1991, With Ernest Mardon)[10]
- Down and Out and on the Run in Moscow (1992, with Ernest Mardon)[10]
- Alberta General Election Returns and Subsequent Byelections, 1882—1992, Documentary Heritage Society of Alberta (1993, with Ernest Mardon)[10]
- Edmonton Political Biographical Dictionary, 1882—1990: A Work in Progress (1993, with Ernest Mardon)[10]
- Biographical Dictionary of Alberta Politicians (1993, with Ernest Mardon)[10]
- Alberta Executive Council, 1905—1990 (1994, co-author)[10]
- Alone against the Revolution (1996, with M.F. Korn)[10]
- Early Catholic Saints (1997, co-author)[10]
- Later Christian Saints (1997, co-author)[10]
- Childhood Memories and Legends of Christmas Past (1998, co-author)[10]
- United Farmers of Alberta (1999, co-author)[10]
- The Insanity Machine (2003, with Kenna McKinnon)[11]
- English Medieval Cometry References Over a Thousand Years (2008, with Ernest Mardon and Cora Herrick)[12]
- 2004 Politicians (2009, with Ernest Mardon)[13]
- A Description of the Western Isles of Scotland (2009, with Ernest Mardon)[14]
- Space Rescue Systems in the Context of International Laws (2009)[15]
- Alberta Election Returns, 1887—1994 (2010, with Ernest Mardon)[16]
- Community Place Names of Alberta (2010, with Ernest Mardon)[17]
- Alberta’s Judicial Leadership (2011, with Ernest Mardon)[18]
- The Mormon Contribution to Alberta Politics (2 ed.) (2011, with Ernest Mardon)[19]
- Mapping Alberta’s Political Leadership (2011, with Ernest Mardon and Joseph Harry Veres)[20]
- Alberta’s Political Pioneers (2011, with Ernest Mardon)[21]
- Alberta Ethnic German Politicians (2011, with Ernest Mardon and Catherine Mardon)[22]
- Financial Stability for the Disabled (2012, with Shelley Qian and Kayle Paustian)[23]
- The Liberals in Power in Alberta 1905—1921 (2012, with Ernest Mardon)[24]
- Designed by Providence (2012, with Ernest Mardon and Claire MacMaster)[25]
- Who’s Who in Federal Politics in Alberta (2012, with Ernest Mardon)[26]
- What’s in a Name? (2012, with Ernest Mardon)[27]
- History and Origin of Alberta Constituencies (2012, with Catherine Mardon)[28]
- The Conflict Between the Individual & Society in the Plays of James Bridie (2012, with Ernest Mardon)[29]
- Alberta Catholic Politicians (2012, with Ernest Mardon)[30]
- Tea with the Mad Hatter (2012, with Erin Campbell)[31]
- Lethbridge Politicians: Federal, Provincial & Civic (2 ed.) (2013, with Ernest Mardon)[32]
- Alberta Anglican Politicians (2013, with Ernest Mardon)[33]
- Political Networks in Alberta: 1905—1992 (2 ed.) (2014)[34]

### Детская литература
- Many Christian Saints for Children (1997, coauthor)[10]
- Early Saints and Other Saintly Stories for Children (2011, with May Mardon and Ernest Mardon)[35]
- When Kitty Met the Ghost (2 ed.) (2012, with Ernest Mardon)[36]
- The Girl Who Could Walk Through Walls (2012, with Ernest Mardon)[37]
- Gandy and Parker Escape the Zoo: An Illustrated Adventure (2013, with Catherine Mardon)[38]
- Grownup for a Week (2014, with Catherine Mardon, Aala Abdullahi and Agata Garbowska)[39]

## Признание заслуг
В 2014 году Остин Мардон был избран в члены Королевского общества Канады. Он является также членом Международной академии астронавтики и членом-корреспондентом Нью-Йоркского Клуба исследователей. Ему присвоены почетные учёные степени Летбриджского и Альбертского университетов, а Альбертская федерация социальных работников в 2014 году присвоила ему звание почётного социального работника. Среди других наград Мардона:
- Медаль «За службу в Антарктике» (США) — 1987
- Премия герцога Эдинбургского[англ.] — 1987[4]
- Награда генерал-губернатора неравнодушному канадцу (англ. Governor Generals Caring Canadian Award — 1997[44]
- Nadine Stirling Award, Канадская ассоциация психического здоровья — 1999[4]
- Flag of Hope Award, Канадская ассоциация борьбы с шизофренией — 2001[5]
- Награда президента, Альбертское отделение Канадской ассоциации психического здоровья — 2002[5]
- Медаль Золотого юбилея королевы Елизаветы II — 2002[45]
- Медаль столетия Альберты — 2005[46]
- Ron LaJeunnesse Leadership Award, Канадская ассоциация психического здоровья — 2005
- Орден Канады — 2006[47]
- Bill Jefferies Family Award, Канадская ассоциация борьбы с щизофренией — 2007[5]
- C.M. Hincks Award, Канадская ассоциация психического здоровья — 2007[5]
- Почетная медаль, Медицинская ассоциация Альберты — октябрь 2010[48]
- Почетная медаль, Канадская медицинская ассоциация — 2001[49]
- Медаль Бриллиантового юбилея королевы Елизаветы II — 2012[50].

В честь Остина и Кэтрин Мардон названы ежегодная стипендия в университете Альберты и стипендия в альбертском колледже НорКвест.